# Paleógeno
| Era Eratema | Período Sistema | Época Serie | Inicio (millones años) |
| ----------- | --------------- | ----------- | ---------------------- |
| Cenozoico   | Cuaternario     | Holoceno    | 0,0117                 |
| Cenozoico   | Cuaternario     | Pleistoceno | 2,59                   |
| Cenozoico   | Neógeno         | Plioceno    | 5,33                   |
| Cenozoico   | Neógeno         | Mioceno     | 23,03                  |
| Cenozoico   | Paleógeno       | Oligoceno   | 33,90                  |
| Cenozoico   | Paleógeno       | Eoceno      | 56,00                  |
| Cenozoico   | Paleógeno       | Paleoceno   | 66,00                  |

El Paleógeno es el primer período y sistema del Cenozoico en la escala temporal geológica. Sucede al Cretácico (último periodo del Mesozoico) y precede al Neógeno. Comenzó hace 66 millones de años y acabó hace unos 23 millones de años, con una duración, por tanto, de 43 millones de años. El Paleógeno destacó especialmente por la evolución de los mamíferos a partir de especies pequeñas y relativamente poco importantes como eran a finales del Cretácico. Se divide en Paleoceno, Eoceno y Oligoceno.
El período Paleógeno marcó un tiempo de transición en la historia de la Tierra. El cambio climático más profundo fue el enfriamiento de las regiones polares. En el ámbito global se formaron cadenas montañosas actuales en América del Norte (Sierra Nevada y Montañas Rocosas) y en Europa (Alpes, cadenas Ibéricas, Béticas, Pirineo y Cantábrica). En  América del Sur, la subducción de tipo andino, dio lugar a la formación de los Andes. Los sedimentos que registran estos y otros sucesos cenozoicos están, en su mayoría, no consolidados, a excepción de carbonatos y algunos siliciclásticos litificados.

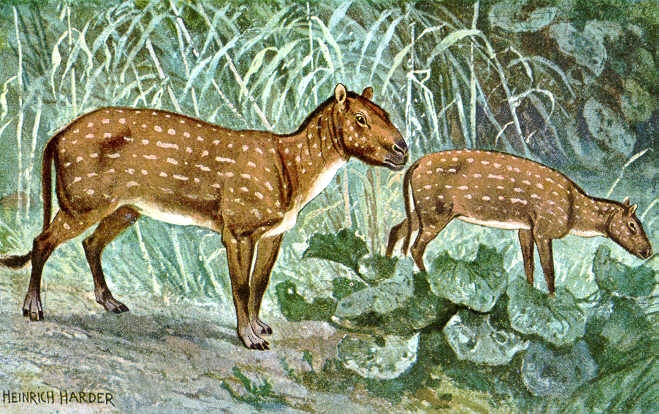
Durante el Paleógeno aparecen y se diversifican los équidos, como Hyracotherium (en la ilustración) o Mesohippus.

Los organismos que no se extinguieron en los océanos, son los de los mismos taxones superiores que persisten hoy día. Sobre la tierra, las angiospermas del Paleógeno eran parecidas a las del Cretácico superior. La vida animal cambió drásticamente; los mamíferos, en general pequeños al inicio del Paleógeno, ya eran muy parecidos a los actuales a finales del período. Destacan en este período: Mesohippus (caballos), foraminíferos, monos, plantas con flor y la diversificación de los mamíferos.

## Paleogeografía
Durante el Paleógeno se produjo la tercera fase (y final) de la desintegración de Pangea, que se había iniciado al principio del Cretácico. Norteamérica y Groenlandia finalmente se separaron de Eurasia, abriendo el mar Noruego hace cerca de 60-55 millones de años. Los océanos Índico y Atlántico continuaron expandiéndose, cerrando el océano Tetis. Mientras tanto, Australia y la India se mueven en dirección noreste a una velocidad de 5-6 centímetros por año. Australia se separó de la Antártida y se mueve rápidamente hacia el norte. La Antártida permanece muy cerca o en el Polo Sur desde la formación de Pangea (hace 280 millones de años).
Más de 40 millones de años antes, la India se había separado de África y en este momento se encuentra en curso de colisión con el este de Asia. La India comenzó a chocar con Asia hace cerca de 55 millones de años, comenzando con la formación del Himalaya hace entre 52 y 48 millones de años y cerrando finalmente el extremo este de la vía marítima de Tetis. Al mismo tiempo, la placa africana comenzó a cambiar su dirección, del oeste al noroeste hacia Europa. La orogenia Alpina se produjo cuando África, la India y la pequeña placa de Cimmeria chocaron con Eurasia. Los movimientos convergentes entre las placas tectónicas comenzaron ya en el Cretácico Inferior, pero las grandes etapas de formación de montañas se iniciaron del Paleoceno al Eoceno. Se formaron, de oeste a este: Atlas, Pirineos, Alpes, Alpes Dináricos, Pindo, Balcanes, Montes Tauro, Cáucaso, Montes Elburz, Zagros, Hindu Kush, Pamir, Karakórum e Himalaya. En la actualidad, esta colisión aún continúa.
Mientras tanto, Sudamérica comenzó a moverse en dirección al norte separándose de la Antártida, abriendo cerca del límite Eoceno-Oligoceno el paso de Drake y permitiendo por primera vez la circulación oceánica completa alrededor de Antártida. La corriente Circumpolar Antártica causó un rápido enfriamiento al impedir que las aguas cálidas lleguen a la Antártida y permitió la formación de los glaciares en un continente que anteriormente estaba cubierto por los bosques. El Paleógeno terminó con un segundo paroxismo de la orogenia Alpino-Himalaya, con la formación de las cadenas costeras de las Montañas Rocosas, el Caribe y algunas zonas de Centroamérica.

### Paleogeografía de la península ibérica
Durante el final del Cretácico y el Eoceno inferior (hace 70-50 millones de años), se continúa levantando por el este la cordillera Pirenaica, aún en gran parte ocupada por una profunda cuenca oceánica al oeste. El mar, que cubría también la mayor parte de lo que hoy es la cordillera Ibérica, se retira, dejando en su lugar extensas formaciones lagunares y continentales donde se depositan yesos y arcillas rojas. Las amplias llanuras litorales en el Pirineo son cubiertas, en etapas transgresivas, por calizas de plataforma. En la actual fosa del Ebro y el golfo de León parece haber existido un macizo elevado (Macizo del Ebro) que probablemente incluía las islas de Córcega, Cerdeña, Baleares y que se unía al Macizo Provenzal. La región externa de la cordillera Bética estaba ocupada por una extensa plataforma marina y el Macizo Penibético se encontraba lejos, al sureste de su posición actual. El clima, a juzgar por las mineralizaciones (hierro y bauxitas) y los datos paleontológicos (flora de manglares, fauna de dinosaurios, tortugas y cocodrilos dominantes) debía ser tropical, con humedad variable y probablemente estacional, mayor en los macizos y menor en el litoral. Los numerosos depósitos evaporíticos, y algunos taxones vegetales costeros (como Frenelopsis) indican salinización y aridez relativa en las zonas marismeñas del litoral hespérico. 

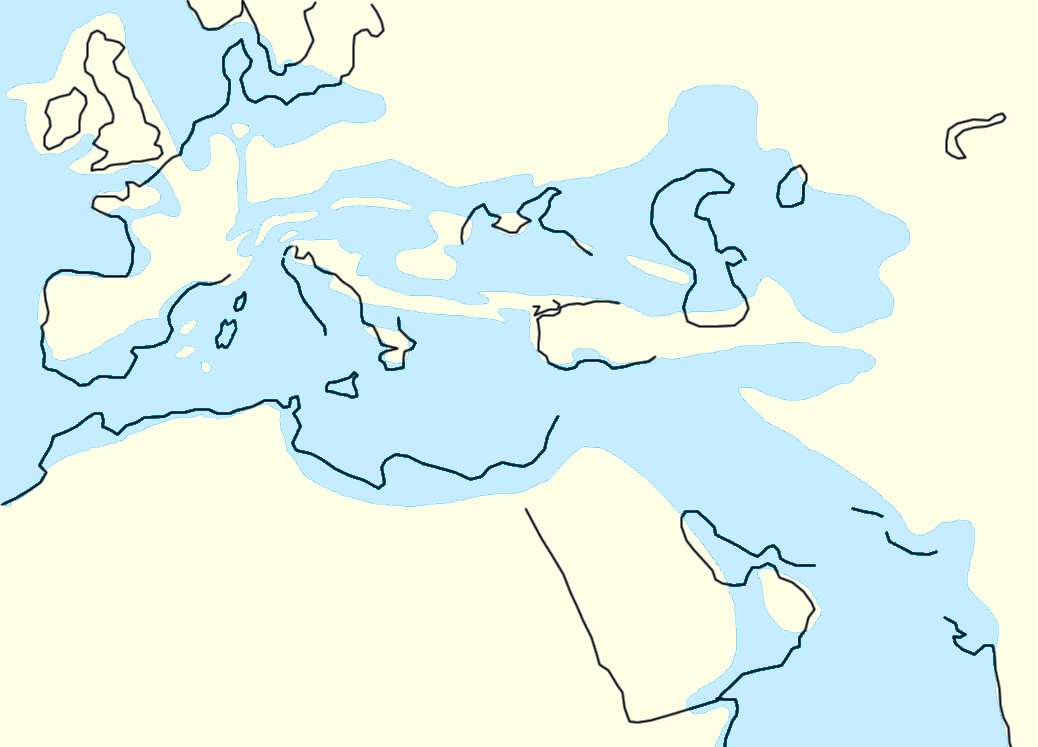
Paleogeografía de la región mediterránea durante el Rupeliense (hace 33,9-28,4 millones de años). El océano Tetis se cierra (en el sur de Europa) y es sustituido por el mar Mediterráneo (al norte de África).

A mediados del Eoceno (hace 50-40 millones de años) se registra una sedimentación continental muy activa que tiende a rellenar el surco pirenaico, la cuenca del Ebro, y varias cuencas internas de la meseta y la cordillera Ibérica. Continúa la elevación general de la Península que se había iniciado en el período anterior. En Pamplona y Norte de Jaca, subsiste una cuenca oceánica, con depósitos de cuenca profunda y talud, rodeada de una plataforma mixta terrígeno-carbonatada. El macizo del Ebro y el Pirineo oriental alimentaban numerosos sistemas aluviales deltaicos y llanuras litorales de sedimentación principalmente terrígena. Termina este periodo con un episodio de escasa sedimentación, y una extensa transgresión marina que pentra desde el Este y el Oeste. La entrada del mar por el Este indica la probable apertura del macizo catalano-provenzal. En la meseta, el Macizo Hespérico alimenta una cuenca fluvio-lacustre centrada en Zamora. En la cordillera Ibérica hay otra importante formación lacustre en Guadalajara, y numerosos retazos de sedimentos continentales, fundamentalmente detríticos y complejos con gran diversidad de aportes, que no permiten reconstruir aún la paleogeografía. En las regiones externas de las cordilleras béticas hay sedimentación marina de plataforma; una cuenca profunda debía estar situada al Sudeste, cuyos sedimentos ocupan ahora el Campo de Gibraltar, comprimidos por delante del macizo Penibético. El clima mantiene características tropicales y hay una tendencia a la aridez creciente al final del período, sobre todo en áreas costeras. En las llanuras litorales hay manglares. La fauna muestra una regionalización muy notable, con una alta tasa de endemismos que diferencia a esta región del Norte de Europa. 
A finales de Eoceno y comienzos del Oligoceno (hace 40-30 millones de años) comienza el levantamiento del sistema Central, arrojando hacia el sur grandes cantidades de sedimentos terrígenos sobre una cuenca todavía lacustre. Un importante cambio paleogeográfico tiene lugar a finales del Oligoceno (30-23 millones de años), con el levantamiento de las cordilleras Ibérica y Cantábrica Occidental.

## Divisiones
| Era Eratema | Periodo Sistema | Época Serie | Edad Piso                | Inicio, en millones de años |
| ----------- | --------------- | ----------- | ------------------------ | --------------------------- |
| Cenozoico   | Cuaternario     | Cuaternario | Cuaternario              | 2,588                       |
| Cenozoico   | Neógeno         | Neógeno     | Neógeno                  | 23,04                       |
| Cenozoico   | Paleógeno       | Oligoceno   | Chattiense Chattiano     | 27,3                        |
| Cenozoico   | Paleógeno       | Oligoceno   | Rupeliense Rupeliano     | 33,9                        |
| Cenozoico   | Paleógeno       | Eoceno      | Priaboniense Priaboniano | 37,71                       |
| Cenozoico   | Paleógeno       | Eoceno      | Bartoniense Bartoniano   | 41,03                       |
| Cenozoico   | Paleógeno       | Eoceno      | Luteciense Lutetiano     | 48,07                       |
| Cenozoico   | Paleógeno       | Eoceno      | Ypresiense Ypresiano     | 56,00                       |
| Cenozoico   | Paleógeno       | Paleoceno   | Thanetiense Thanetiano   | 59,24                       |
| Cenozoico   | Paleógeno       | Paleoceno   | Selandiense Selandiano   | 61,66                       |
| Cenozoico   | Paleógeno       | Paleoceno   | Daniense Daniano         | 66,0                        |

Oligoceno: Clima cálido; rápida evolución y diversificación de la fauna, especialmente mamíferos. Importante evolución y dispersión de modernos tipos de plantas con flor. Orogenia Alpina. Formación de la corriente Circumpolar Antártica y congelación de la Antártida.
Eoceno: Extinción de final del Eoceno («Gran Ruptura» de Stehlin). Prosperan los mamíferos arcaicos (Creodonta, Condylarthra, Uintatheriidae, etc.) y continúan su desarrollo durante esta época. Aparición de varias familias "modernas" de mamíferos. Las ballenas primitivas se diversifican. Primeras hierbas. India colisiona con Asia. Máximo térmico del Paleoceno-Eoceno. Disminución del dióxido de carbono. Aparecen capas de hielo en la Antártida.
Paleoceno: Clima tropical. Aparecen las plantas modernas; los mamíferos se diversifican en varios linajes primitivos tras el evento de extinción del Cretácico-Terciario. Primeros mamíferos grandes (osos y pequeños hipopótamos).

## Clima

Registro de temperaturas y volumen de hielo en mar abierto durante los periodos Mesozoico y Cenozoico indicado como concentración de ^{18}O. Cada línea horizontal indica una temperatura y ésta es más baja cuando más a la derecha esté el punto. Salvo el óptimo del Eoceno, el Paleógeno es en general un período de enfriamiento, especialmente durante el Oligoceno.

A comienzos del Paleógeno, las temperaturas eran relativamente altas y alcanzaron su máximo durante el óptimo climático del Eoceno, para después producirse un rápido enfriamiento.

### Paleoceno
El clima era cálido, uniforme y muy húmedo, sin grandes contrastes entre el ecuador y los polos. Las selvas tropicales y paratropicales se extendían a latitudes mucho más altas que en la actualidad. Los bosques subtropicales llegaban hasta las regiones polares, donde se transformaban en bosques de hoja amplia y caduca desconocidos hoy en día, adaptados a las estaciones de noche perpetua o de día continuo. 
Cierto número de animales consiguieron seguir rutas árticas sin hielo entre:
- Norteamérica y Europa occidental
- Norteamérica y Asia oriental

No parece haberse intentado migraciones entre Europa y Asia, que estaban separadas por mares interiores. África, India y Madagascar se encontraban aisladas. Pese a que las dos Américas no estaban en contacto, ciertos mamíferos llegaron al sur. Los marsupiales sudamericanos podían acceder a Australia a través de la Antártida. 

### Eoceno
El clima del globo empezó a hacerse más cálido y la vegetación tropical alcanzó el interior de los círculos ártico y antártico. Esto propició una diversidad de mamíferos mucho mayor de la que podía mantener el Paleoceno. Olas migratorias de mamíferos cruzaron en todas direcciones los continentes septentrionales, cuyas poblaciones regionales fueron cobrando más semejanza entre sí, aunque sin perder su exclusividad. Las migraciones desde y hacia África, que se habían iniciado en las postimetrías del Paleoceno, jugaron un papel fundamental. Los movimientos migratorios parecen haber ido en descenso a partir del Eoceno medio. 
Un régimen más frío y seco se abatió sobre el globo hacia finales del Eoceno, y las heladas invernales reaparecieron en las latitudes altas. La vegetación tropical quedó restringida al ecuador, y más cerca de los polos se desarrolló un nuevo tipo de paisaje: el bosque templado mixto, similar al que hoy cubre Canadá y el norte de Europa. Seguramente empezó a formarse la capa de hielo de la Antártida y la extensión de los hielos polares produjo un descenso del nivel del mar. La desaparición del Estrecho de Turgai permitió el paso de los mamíferos asiáticos hacia Europa, migración que tuvo efectos catastróficos sobre muchas especies europeas. La posibilidad de explotar el nuevo paisaje de bosques estacionales propició la aparición de algunos mamíferos actuales.

### Oligoceno
A finales del Eoceno, en un intervalo de sólo un millón de años, debió producirse un brusco descenso de las temperaturas anuales. Los océanos se enfriaron en parte debido a la formación de la Corriente Circumpolar Antártica. El clima se hizo más frío y estacional; repercutió negativamente en los mamíferos más primitivos que estaban adaptados a climas más cálidos. A principios del Oligoceno, los bosques de hoja ancha y caduca de los polos habían desaparecido y a lo largo de Asia, Norteamérica y Europa, en las latitudes altas, se instaló una mezcla de bosque de coníferas y bosque templado caducifolio.

## Paleozoología
En el Paleógeno se desarrollaron los mamíferos y las aves, aparecieron en los mares nuevas especies de foraminíferos y los característicos nummulites. A las especies de tipo tropical se unieron las de tipo subtropical y a mediados del paleógeno aparecieron nuevas especies de mamíferos. En el oligoceno aparecen los hipopótamos, los lemúridos, los libérridos y los insectívoros. En el Paleógeno aparecieron las primeras ballenas, félidos y cánidos.

### Paleozoología marina

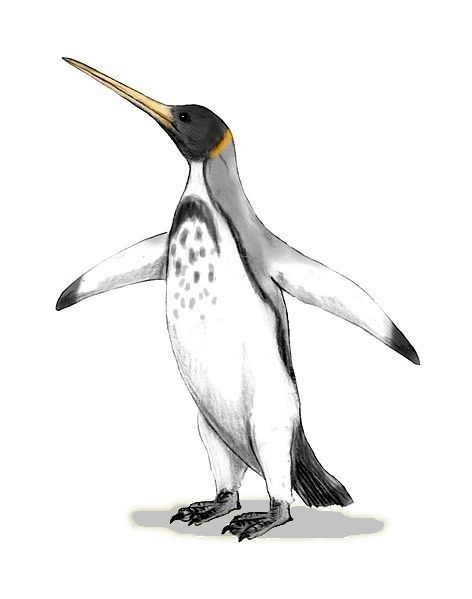
Icadyptes salasi, un pingüino gigante del Eoceno superior de Perú.

Los actuales ecosistemas oceánicos están poblados en su mayoría por grupos de animales, plantas y organismos unicelulares que sobrevivieron a la extinción K-T y se expandieron durante el Cenozoico. Foraminíferos bentónicos, erizos de mar, briozoos quilostomados, gasterópodos, bivalvos y teleósteos sobrevivieron en número suficiente como para ocupar destacadas posiciones en los mares paleógenos. Los más beneficiados de la extinción fueron los arrecifes de coral, que habían cedido su papel dominante a los rudistas. Se han encontrado pocos arrecifes coralígenos en el Paleoceno (eran poco frecuentes las condiciones tropicales). Su expansión se produce en el Eoceno (clima más cálido). 
El nanoplancton experimentó una gran recuperación en el Eoceno. Las diatomeas y los dinoflagelados poco afectados por la crisis constituían el grueso de los productores primarios del océano a lo largo de la Era Cenozoica. 
En las costas arenosas se expanden nuevos tipos de erizos, gasterópodos y bivalvos que viven en áreas expuestas al oleaje y que tienen una capacidad de excavar rápidamente en los sedimentos para enterrarse. Aunque la vida oceánica se parezca estrechamente a la cretácica, aparecen formas de vida totalmente nuevas. Los organismos oceánicos más distintivos fueron las ballenas, que evolucionaron durante el Eoceno de antepasados de los actuales hipopótamos y lograron rápidamente un gran éxito entre los grandes predadores oceánicos. Otros recién llegados a los márgenes oceánicos fueron los pingüinos, un grupo de pájaros nadadores de origen Eoceno. Se cree que los pinnípedos (morsas, focas y leones de mar) evolucionaron antes de comenzar el Neógeno.

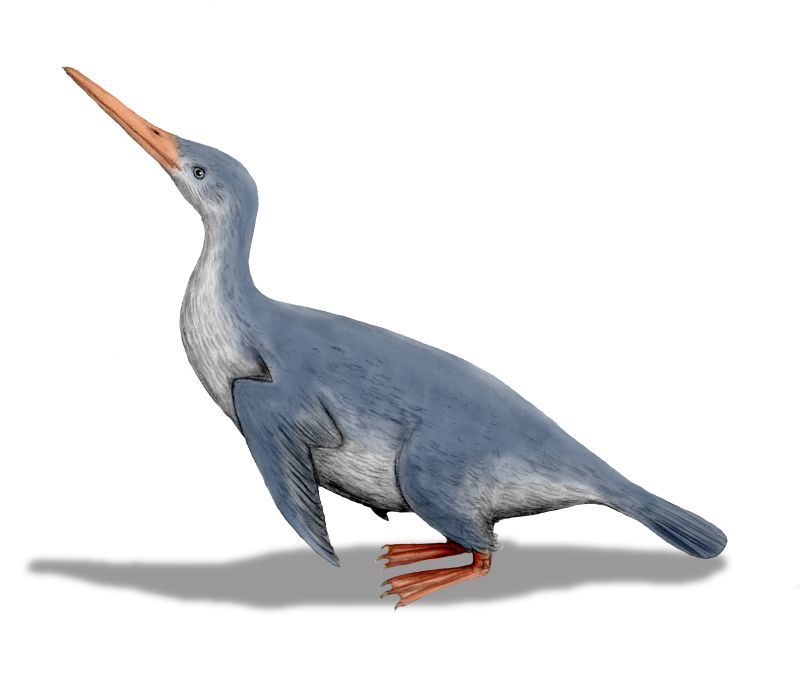
Waimanu (pingüino del Paleoceno)
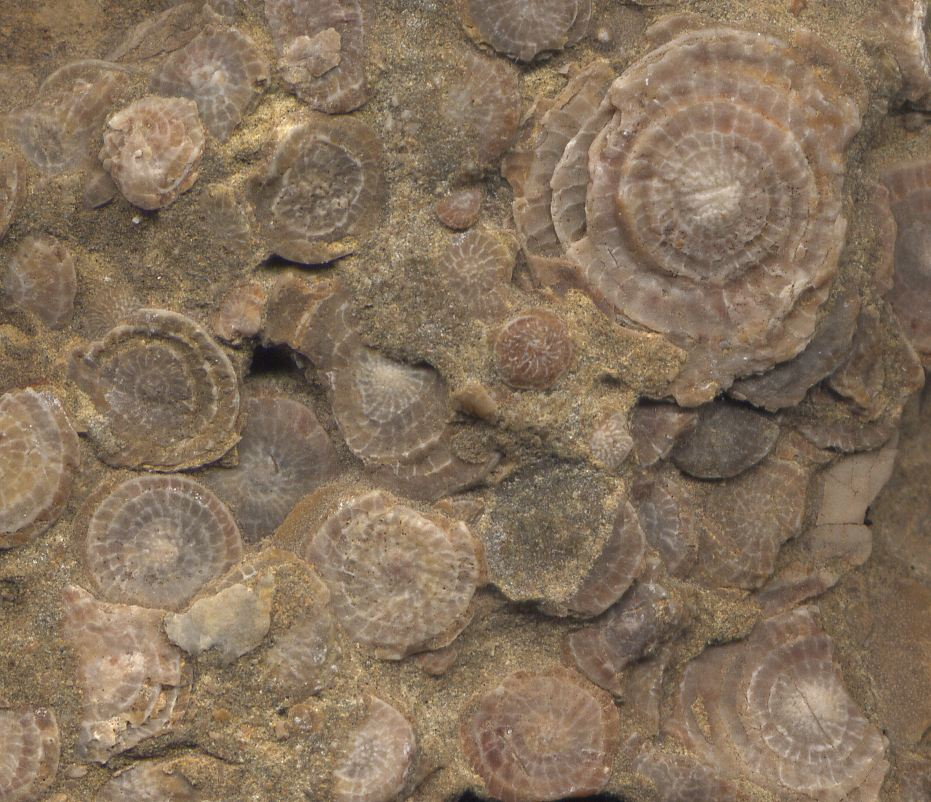
Nummulites (foraminíferos del Eoceno)
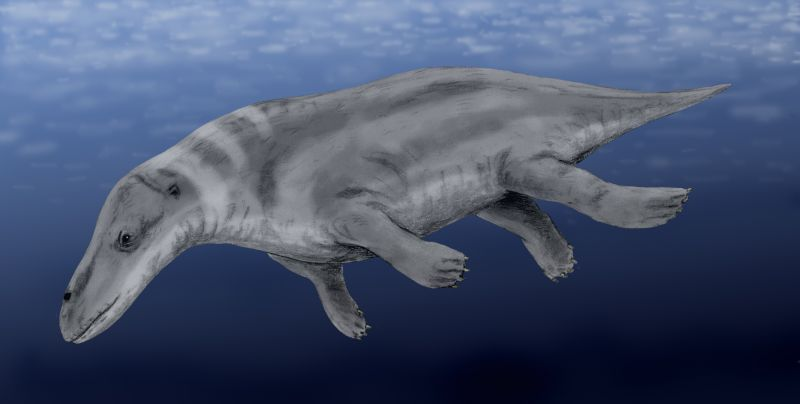
Rodhocetus (ballena del Eoceno)
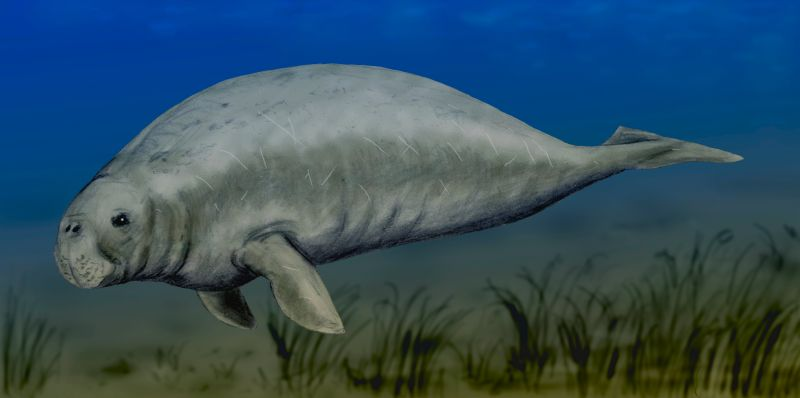
Halitherium (dugóngido del Oligoceno)
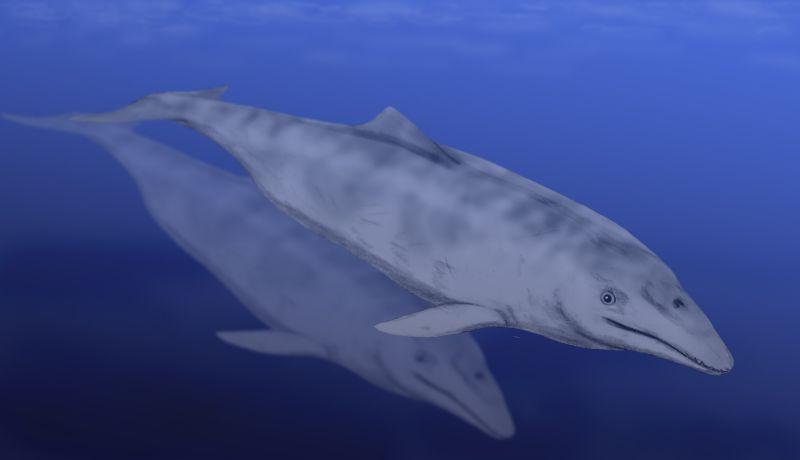
Aetiocetus cotylalveus (ballena del Oligoceno)
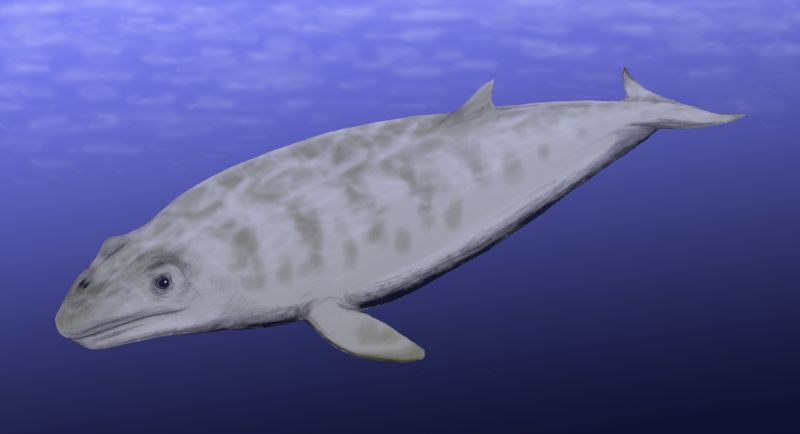
Janjucetus (ballena del Oligoceno)

### Paleozoología terrestre
Los mamíferos heredaron el mundo de los dinosaurios, y experimentaron una importantísima radiación adaptativa. Probablemente la competencia y la depredación por los dinosaurios impidieron a los mamíferos una mayor expansión evolutiva durante el Mesozoico. 
En el Paleoceno inferior la mayoría de los mamíferos eran criaturas pequeñas parecidas a modernos roedores, y ningún mamífero era mayor que un perro. El Paleoceno incluyó los grupos que sobrevivieron del Cretácico (multituberculados, marsupiales didélfidos, ungulados primitivos semejantes a un mapache, y una serie de mamíferos insectívoros). También aparecieron los primeros primates y en el Paleoceno medio los antecesores de los modernos carnívoros. Al final del Paleoceno ya habían evolucionado los primeros miembros de la familia del caballo (no mayores a un perro pequeño) y existían mamíferos herbívoros del tamaño de una vaca. 

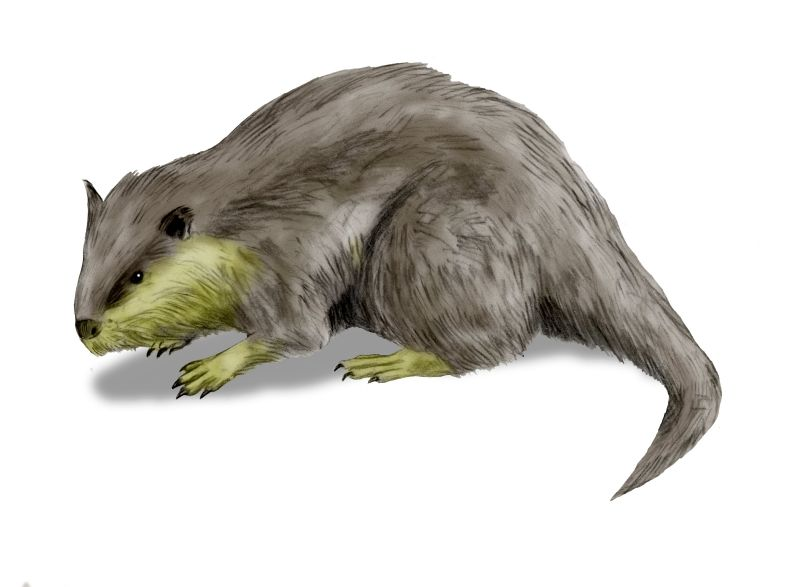
Palaeocastor (Roedor del Oligoceno)
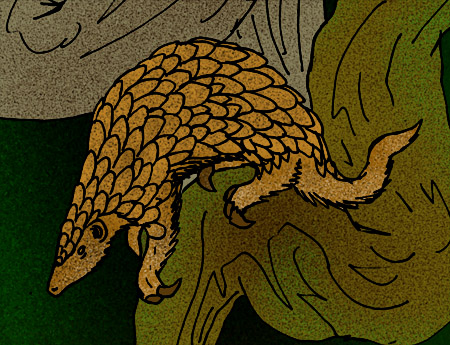
Eomanis (Pangolín del Eoceno)
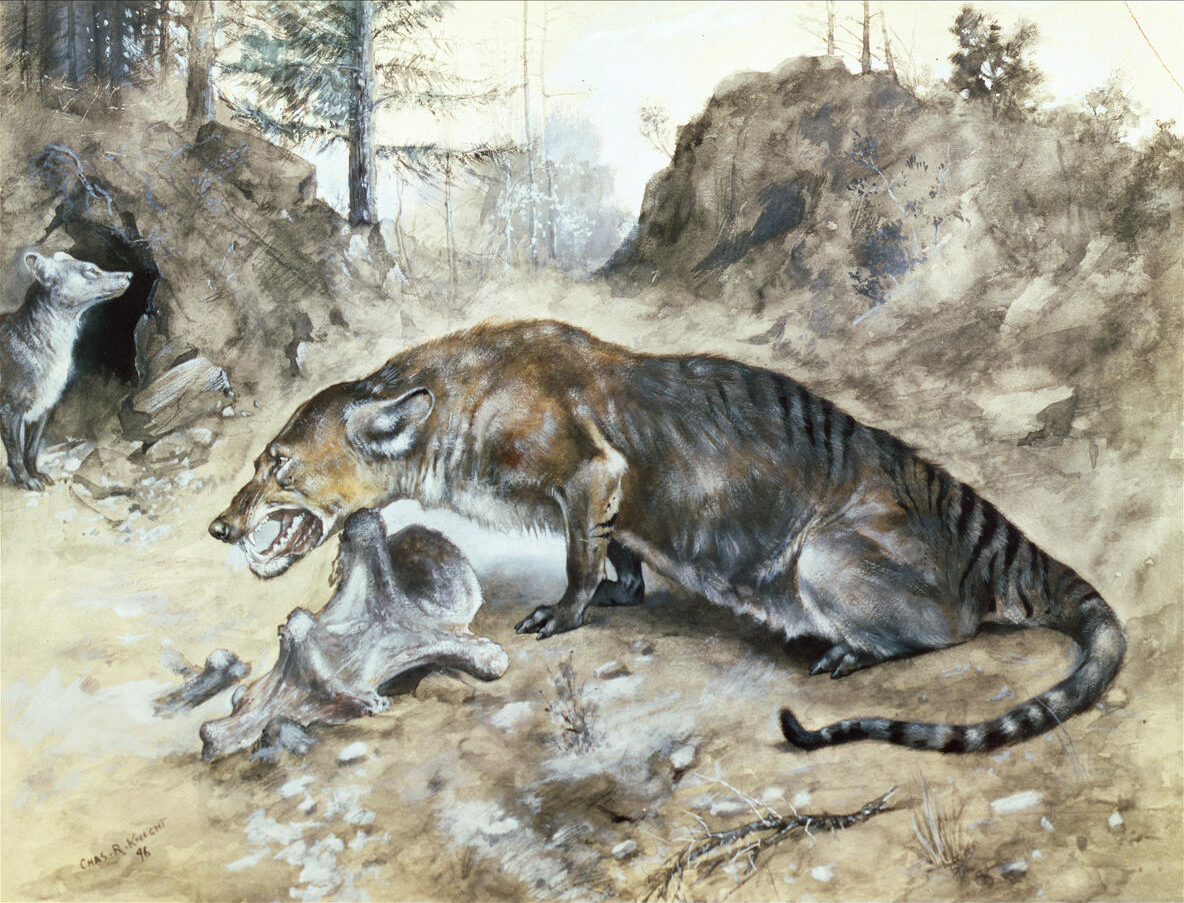
Mesonyx (Mesoniquio del Eoceno)
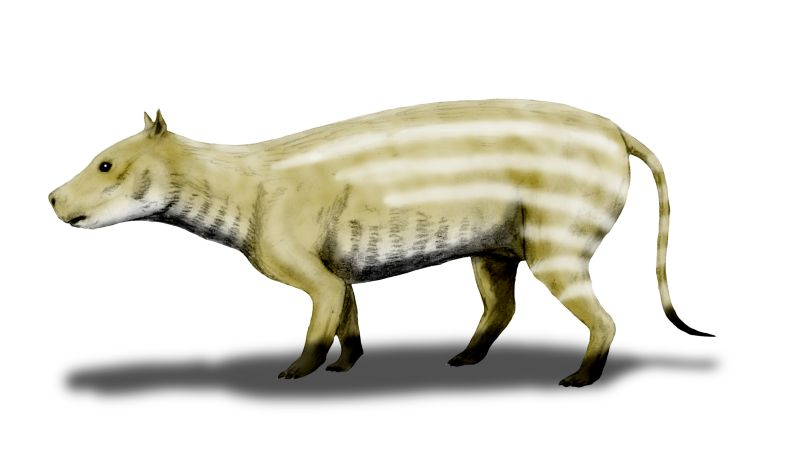
Merycoidodon (Artiodáctilo del Oligoceno)
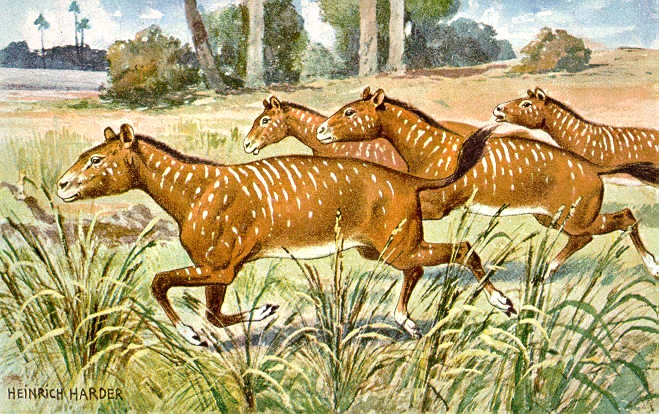
Mesohippus (Équido del Oligoceno)
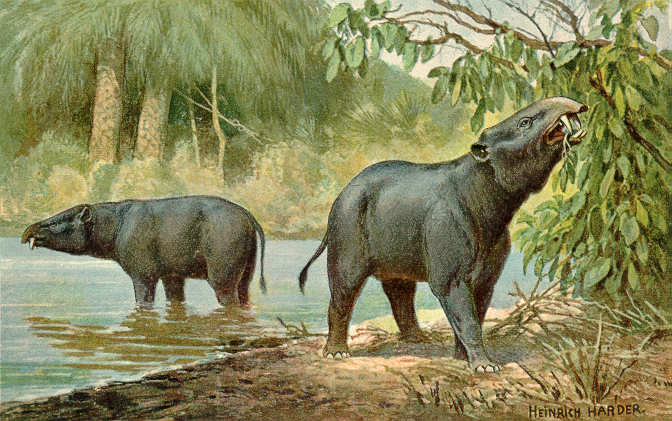
Moeritherium (Proboscídeo del Eoceno)
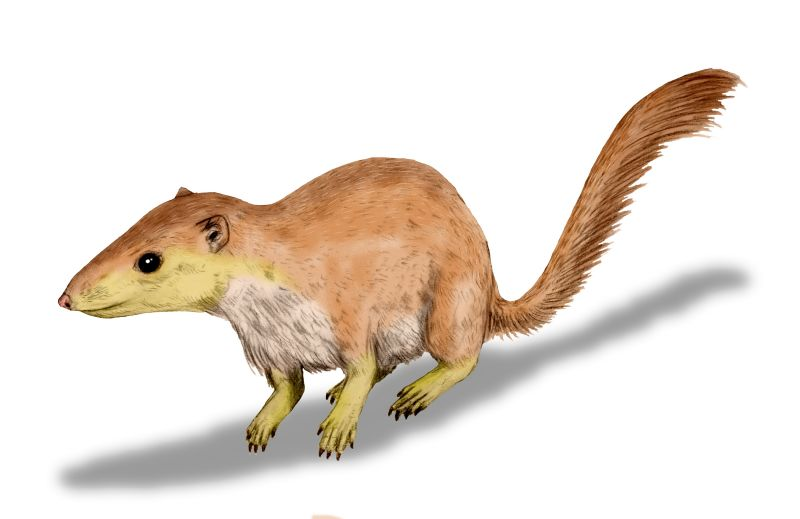
Purgatorius (Primate del Paleoceno)

El Eoceno vino marcado por un aumento continuado en la variedad de mamíferos. El número de familias se dobló (aproximándose a 100), muy similares a las del mundo actual. Comenzaron a aparecer nuevas variedades de herbívoros modernos:
- Ungulados con número impar de dedos: caballos, tapires, rinocerontes.
- Ungulados con número par: antílopes, ovejas, cabras, cerdos, bisontes, camellos y sus parientes.

Los proboscídeos también aparecieron durante el Eoceno inferior. Moeritherium, el género más temprano conocido del registro fósil, era un animal de unos 3 metros, con colmillos rudimentarios y una trompa corta. Los roedores, que se habían originado en el Paleoceno, continuaron su diversificación. Su éxito fue a costa de los multituberculados arcaicos (especializados en el mismo tipo de alimentación), que se extinguen en el Oligoceno. Los primeros predadores que se alimenaban de mamíferos herbívoros fueron grupos que tienen su origen evolutivo en el Paleoceno, como los mesoniquios, parecidos a las hienas.

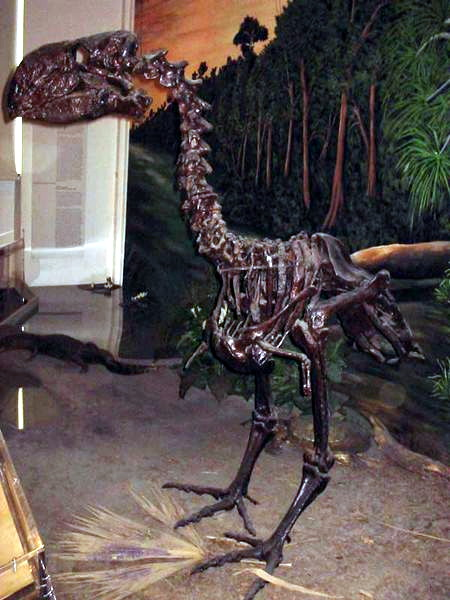
Esqueleto fósil de Gastornis.

El inicio del Paleoceno fue una época en la que proliferaron las aves gigantes. Los dinosaurios habían desaparecido y los mamíferos tenían todavía un pequeño tamaño. Una de ellas fue Gastornis, una enorme ave no voladora que vivió en el Paleoceno tardío y Eoceno en Europa y Nortemérica. Tenía aspecto de gallina con un enorme pico en relación con el cuerpo y una altura que llegaba a los 2 m. Se cree que era un depredador que atacaba a sus presas con el pico, pues este era de gran dureza y debió tener potencia suficiente para romper huesos. Además, estaba muy afilado por lo que podría utilizarlo para cortar la carne de sus víctimas. Las patas terminaban en garras que podría utilizar para inmovilizar a sus presas. Las alas estaban atrofiadas, pero las patas eran largas y robustas. Aunque los científicos no pueden estar seguros, se cree que era un excelente corredor. 
En Sudamérica, los principales depredadores eran los pájaros del terror, una familia de aves no voladoras de gran tamaño. Vivieron en el Paleógeno y Neógeno hace 62-2 millones de años. Originarios de Sudamérica, pasaron a Norteamérica cuando se formó el Istmo de Panamá. Eran los superdepredadores de su tiempo con una altura de 0,6 a 3 m y pequeñas alas a modo de brazos que seguramente les servirían para derribar a las presas en movimiento. Probablemente vivían en grandes llanuras, lo que le permitiría explotar su velocidad. Además, no necesitaban esconderse pues eran los superdepredadores de la época y no tenían enemigos naturales.
El registro de pájaros eocenos es limitado; parece ser que no eran todavía muy diversos y se limitaban a áreas de costas. Las aves comenzaron a volver a diversificarse durante esta época, ocupando nuevos nichos ecológicos. La mayoría de los tipos modernos de aves ya había aparecido a mediados del Cenozoico, incluyendo pájaros, grullas, halcones, pelícanos, garzas, lechuzas, patos, palomas, colimbos y carpinteros.
Los reptiles y anfibios eran relativamente poco frecuentes. El primer registro de la familia Ranidae, las ranas actuales, es del Eoceno, aunque el registro fósil de este grupo de animales frágiles no suele ser bueno y no se sabe precisamente cuando Ranidae se originó y alcanzó una alta diversidad. Durante el Oligoceno, continuó la modernización de los mamíferos.

## Paleobotánica
La transición al Paleógeno no vino marcada por ningún cambio drástico en el carácter de la flora terrestre y continuó la gran radiación de angiospermas para alcanzar un nivel similar al actual durante el Oligoceno. También en esta época, sobre el medio subtropical en zonas de montañas, se desarrollaron bosques de caducifolios. En el Paleógeno aparecieron las primeras rosas y los primeros céspedes.

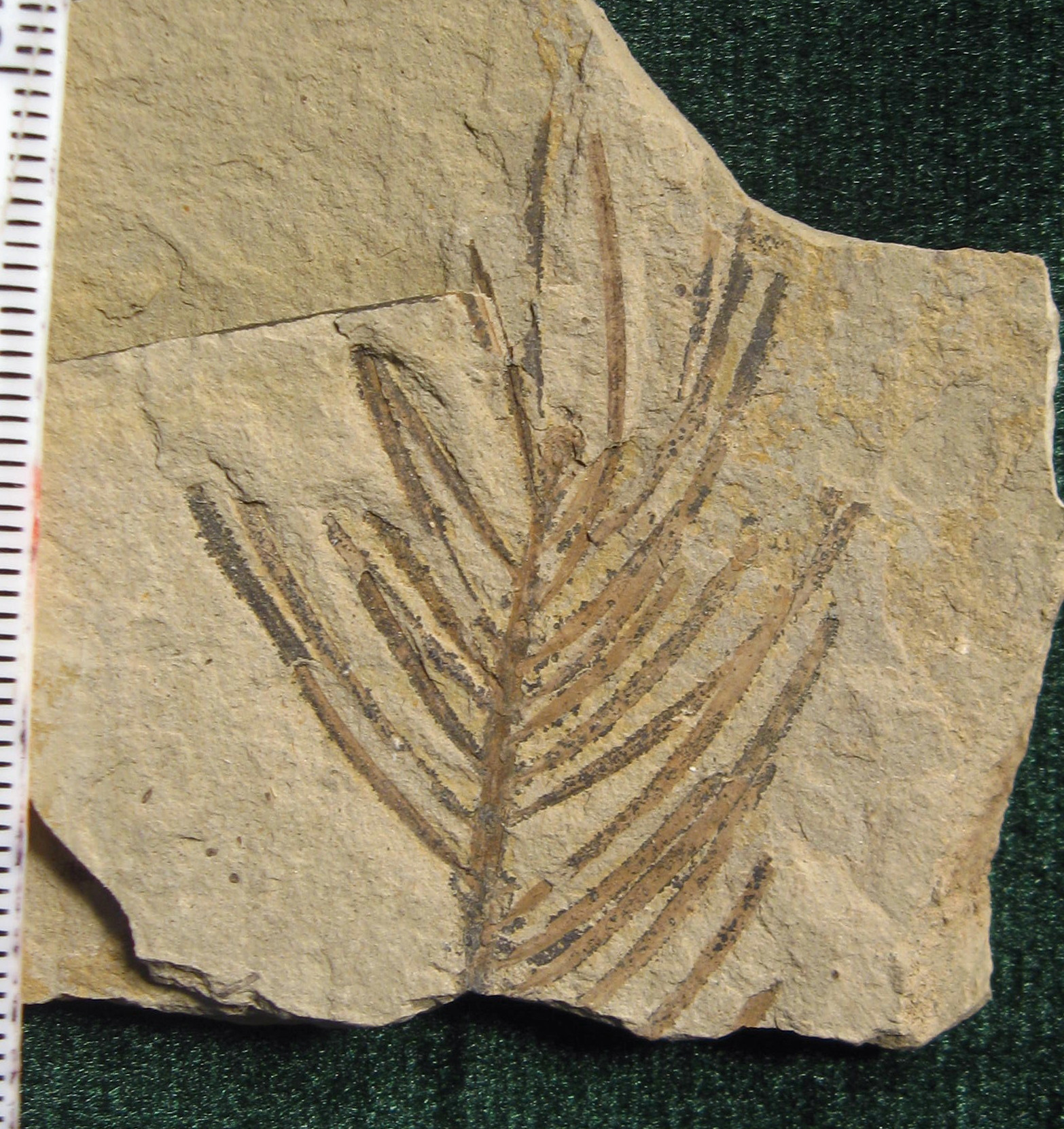
Abies milleri (Abeto del Eoceno)
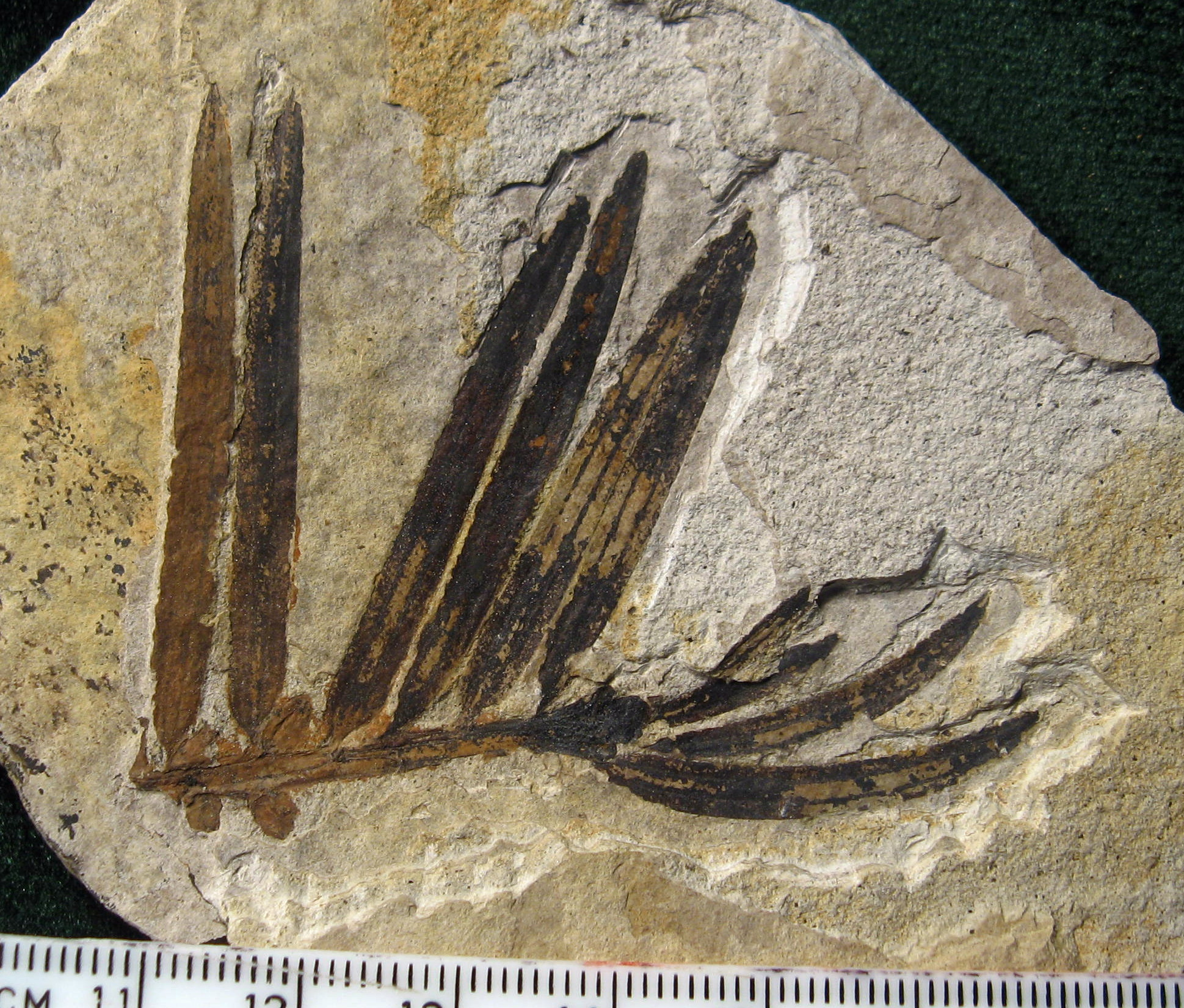
Amentotaxus (Pino del Eoceno)
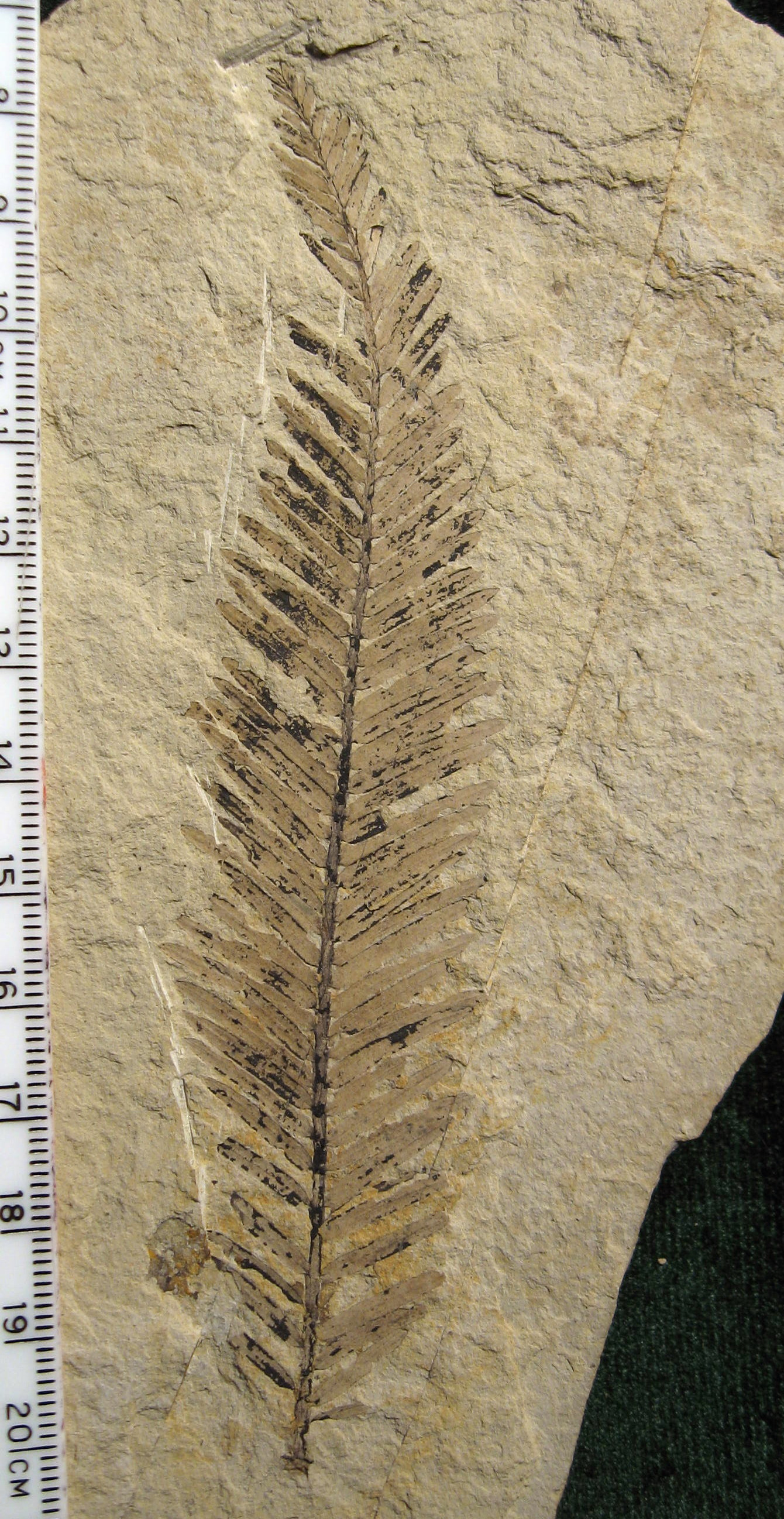
Metasequoia branchlet del Eoceno
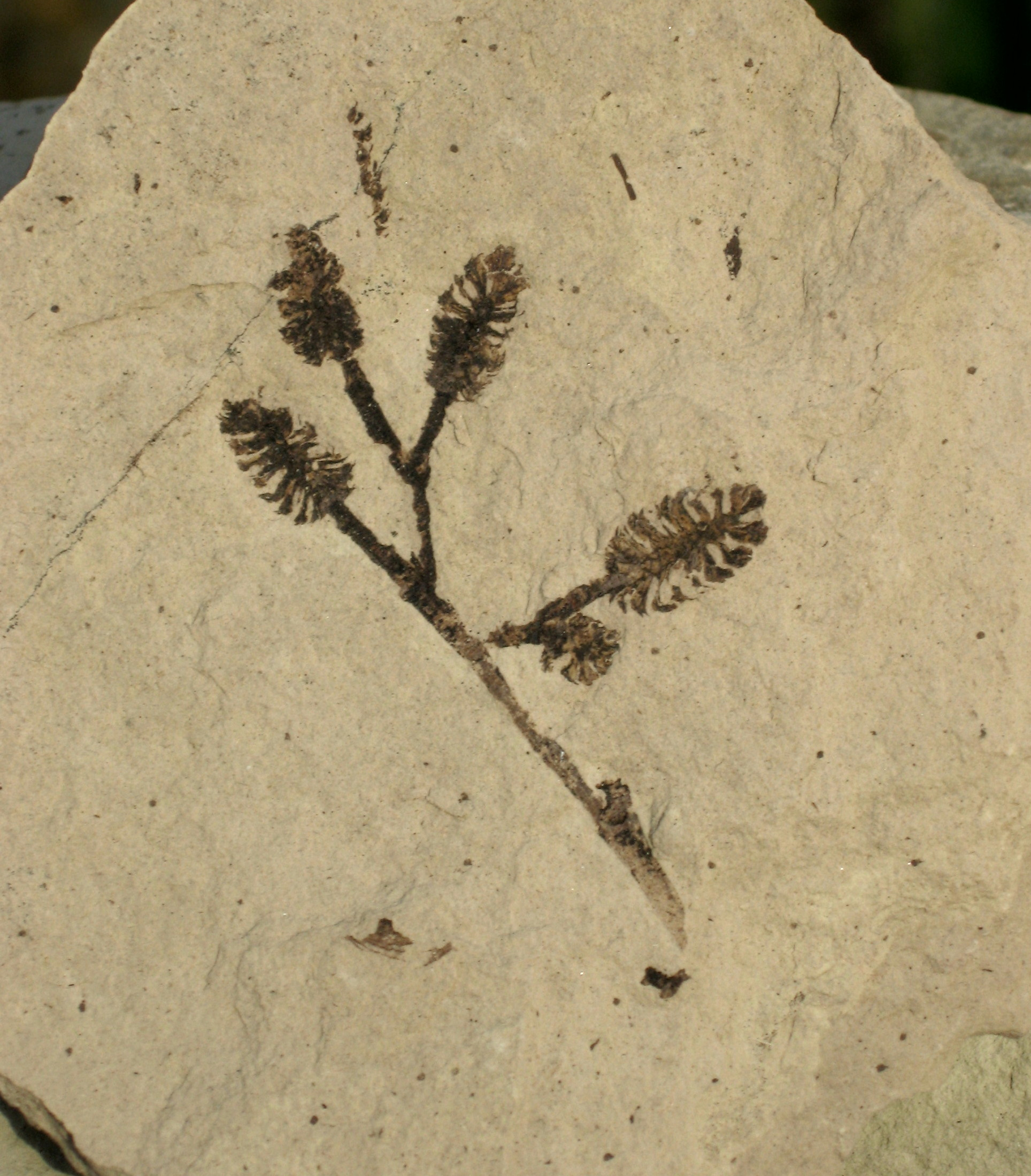
Abedul del Eoceno
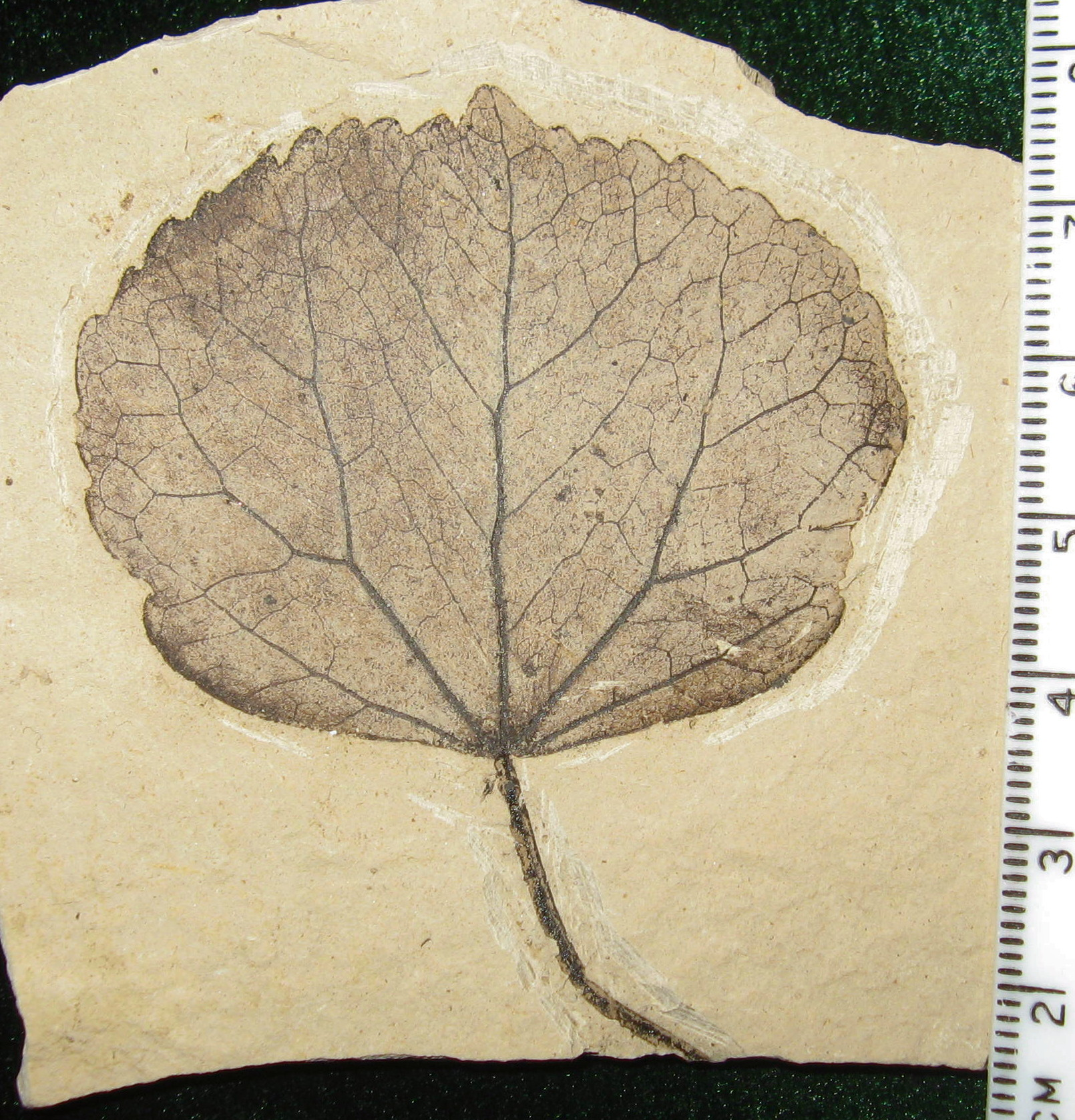
Cercidiphyllum obtritum del Eoceno
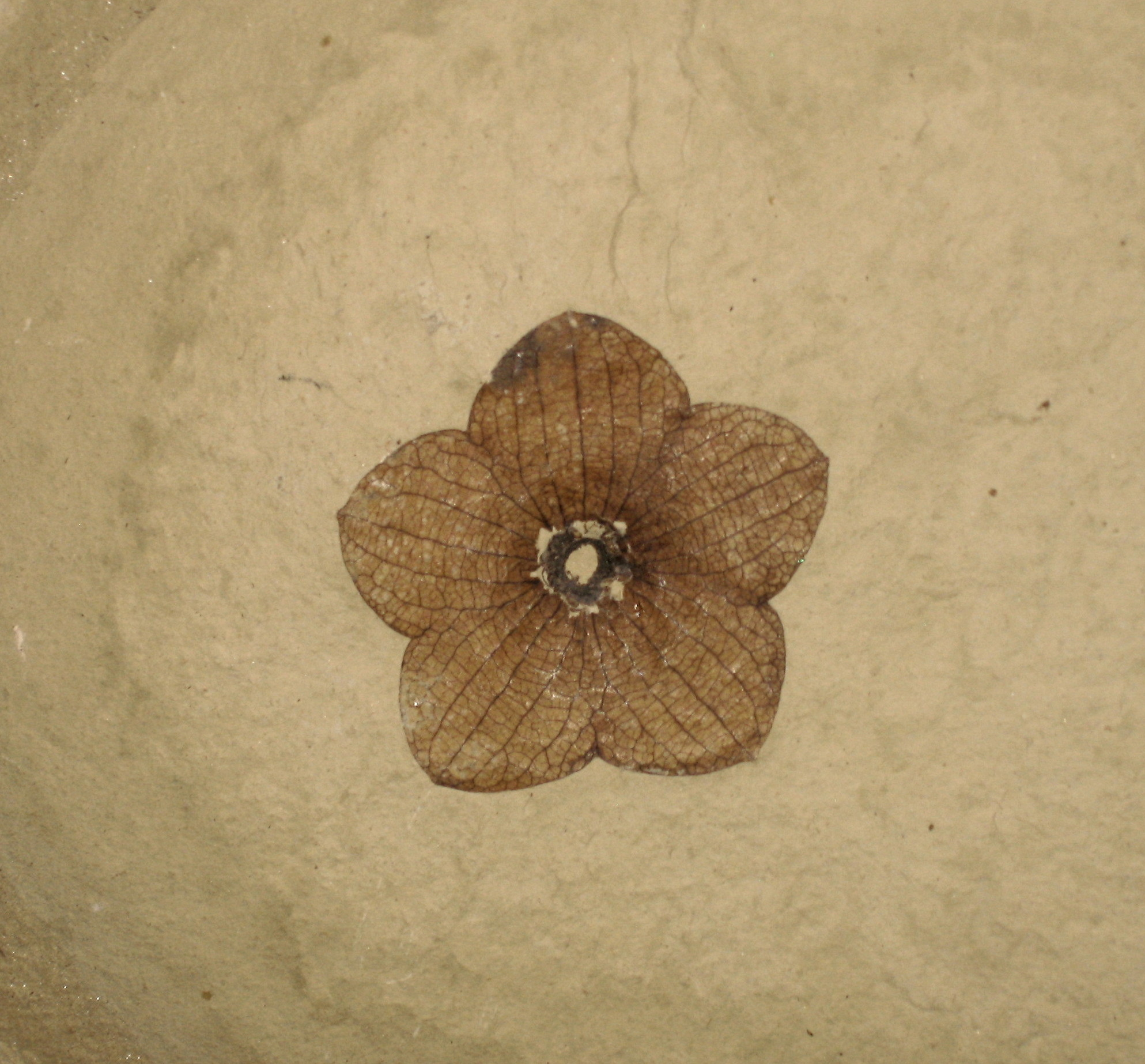
Florissantia quilchenensis del Eoceno
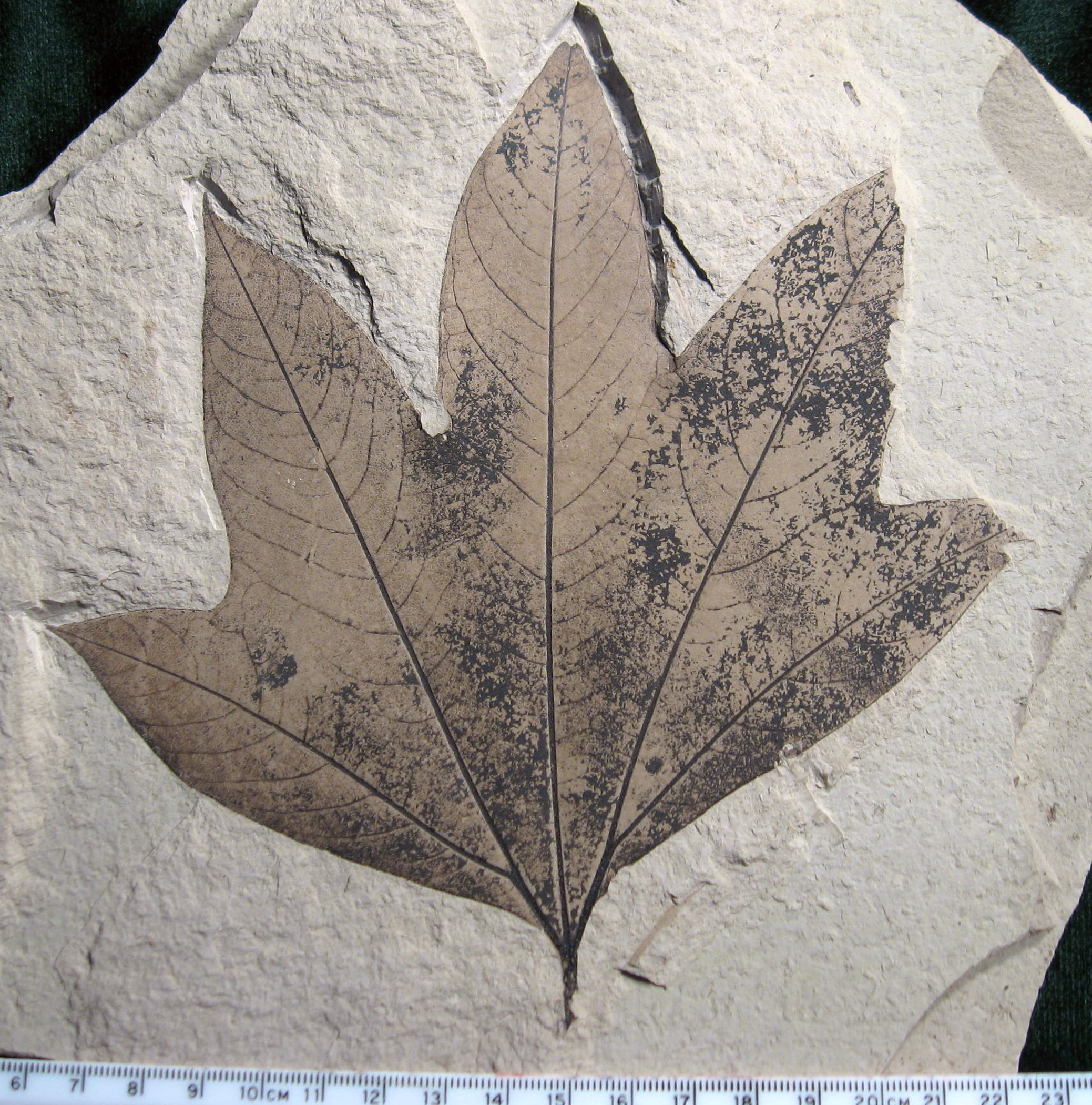
Macginitiea gracilis (Platanaceae del Eoceno)

El suceso evolutivo más importante que tuvo lugar durante el Paleógeno fue el origen de los pastos herbáceos. También resulta interesante su polinización por el viento y su capacidad de reproducirse de una forma no sexual, por brotes.

## Extinciones del Paleógeno

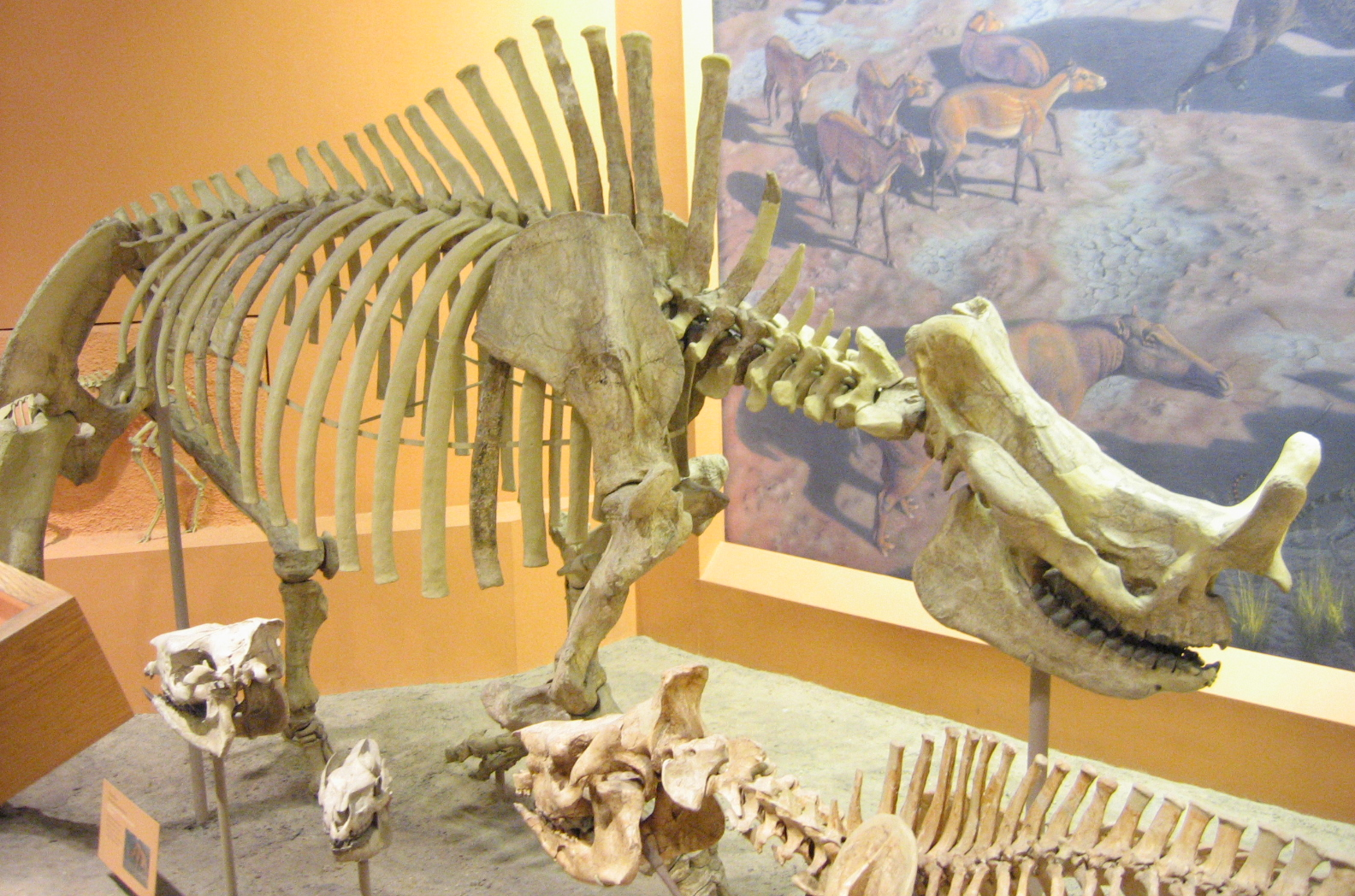
Esqueleto de Brontotherium hatcheri (Perisodáctilo).

Durante el Eoceno superior hubo una importante extinción que afectó a tierras y mares. En dicho intervalo se eliminaron muchos géneros y especies, aunque pocos taxones superiores a género desaparecieron. Además no fue un suceso único, sino compuesto por varios pulsos de extinción, al parecer ocasionados por fluctuaciones climáticas. El resultado total fue una reducción en la diversidad y un cambio en la composición de la fauna. Entre los invertebrados, los más afectados por las extinciones, fueron las formas espinosas adaptadas a condiciones cálidas. Este patrón sugiere que la causa de la extinción fue el enfriamiento climático que ocurrió durante este intervalo general.
El registro fósil de mamíferos en la parte occidental de Norteamérica da a conocer dos episodios de extinción durante el intervalo general de crisis en el reino oceánico. Las extinciones de mamíferos parecen coincidir con los cuartos y quintos pulsos de extinción de foraminíferos planctónicos en el reino oceánico. La primera extinción de mamíferos tuvo lugar al final del Eoceno y eliminó muchas especies y pocos géneros. La segunda en el Oligoceno fue menos severa, pero eliminó a los enormes Brontotherium.